# 벨킨
벨킨(영어: Belkin International, Inc.)은 캘리포니아주 플레이야비스타에 본사를 둔 미국의 전자제품 및 네트워크 기업이다.
벨킨은 링크시스와 위모(WeMo) 브랜드 제품 및 서비스, 그리고 스마트폰 물 관리 기업 Phyn의 모회사이다. 2016년에 벨킨은 전자기기 제조 서비스의 최대 제공자인 폭스콘에 인수되었다.

## 역사
UCLA에 다니는 동안 지역 컴퓨터 상점에서 시간을 보내던 쳇 핍킨(Chet Pipkin)은 가정용으로 출시되는 새 프린터에 개인용 컴퓨터를 연결하는 케이블에 대한 수요가 증가하는 것을 보았다. 1980년대 초 쳇 핍킨은 캘리포니아 호손에 있는 부모님 집에서 벨킨을 설립하여 새로운 개인용 컴퓨터 및 기술 액세서리 시장을 위한 컴퓨터 케이블을 제조했다. 핍킨은 지역 컴퓨터 상점에 컴퓨터-프린터 케이블을 판매하기 시작했다. 남부 캘리포니아에서 핍킨의 케이블 커넥터 판매가 증가함에 따라 그는 기계공 아버지, 형제 및 소수의 친구들로부터 조립 지원을 받았다. 1982년에 핍킨은 사업 확장에 집중하기 위해 대학을 떠났다.
1983년 1월 1일, 핍킨은 전문적인 직장으로 옮겨 첫 정규 직원을 고용했다. 벨킨은 미국에서 케이블 제조를 수행하여 고객을 위한 빠른 전환을 제공했다. 1985년에 벨킨은 미국 제조 외에도 아시아 공장과 계약을 체결하여 글로벌 시장을 위한 생산량을 늘리기 시작했다. 1990년대에 벨킨은 제품 라인에 서지 보호기와 USB 저장 장치를 추가했다. 2000년대 초반에 벨킨은 충전기 및 커넥터 케이블을 포함한 하드웨어 액세서리로 스마트폰 및 태블릿 사용자를 수용하기 위해 제품 라인을 확장했다.
벨킨은 사모펀드 회사인 서밋 파트너스(Summit Partners)가 회사의 작은 지분을 매입한 2002년까지 비공개로 운영되었다. 핍킨은 다음 해에 그 주식을 다시 사들였다. 2008년에 벨킨은 스마트폰 사용을 중심으로 스마트폰 액세서리 시장을 위한 신제품을 설계했다.
2012년 벨킨은 스마트 홈 제품을 생산하기 위해 WeMo 브랜드를 출시했다. 2013년 3월 벨킨은 Linksys 브랜드 및 제품 라인을 포함하여 시스코 시스템즈의 홈 네트워킹 사업부를 인수했다. 2016년 벨킨은 물 솔루션 회사인 어퍼너(Uponor)와 합작 투자하여 가정용 물 관리 기술 브랜드인 Phyn을 설립했다. 2018년 9월 벨킨은 대만의 다국적 전자 회사이자 최대 전자 제품 제조 서비스 제공업체인 폭스콘에 8억 8,600만 달러에 인수되었다.
2021년 1월 핍킨은 벨킨의 CEO 자리에서 물러나 이사회 의장이 되었다. 수석 부사장 겸 총책임자 스티브 맬로니(Steve Malony)가 새로운 CEO로 발표되었다.

## 제품
벨킨은 전자제품을 제조하는 기업으로써, 모바일, PC 액세서리 등에 주안을 두고 제품을 개발하고 있다. 무선 충전기, 보조배터리, 충전 케이블, 데이터 케이블, 오디오 및 비디오 어댑터, 헤드폰, 이어버드, 스마트 스피커, 화면 보호기, 서지 보호기, 와이파이 라우터, 스마트폰 제품, 전자기기 청소도구, 도킹 스테이션과 데이터 허브, 네트워크 스위치, KVM 스위치, 네트워크 케이블이 포함된다.

### 음향 기기
벨킨은 음향 기기 분야에도 제품을 출시하고 있는데, 사운드폼(영어: Soundform) 등의 브랜드가 대표적이다. 벨킨은 유·무선 이어폰, 블루투스 스피커 등을 출시하여 판매하고 있다.